# Gierowa (Rożnów)
Gierowa (dawn. Gerowa) – część wsi Rożnów w Polsce położona w województwie małopolskim, w powiecie nowosądeckim, w gminie Gródek nad Dunajcem.
Dawny obszar dworski. W latach 1975–1998 miejscowość administracyjnie należała do województwa nowosądeckiego.